# Vajgač
Vajgač (rus. Вайга́ч) je otok u Arktičkom moru između Pečorskog i Karskog mora. Administrativno, otok je dio Nenetskog autonomnog okruga Arhangelske oblasti u Rusiji.

## Geografija
Otok je od poluotoka Jugorski na kopnu odijeljen Jugorskim tjesnacem, a od Novaje Zemlje Karskim vratima. Otok i dva tjesnaca koja ga okružuju tvorr prirodnu među između Barentsova i Karskog mora.

## Geologija
Otok Vajgač uglavnom se sastoji od glinovitih škriljevca, pješčenjaka i vapnenca. Postoje mnoge rijeke duge po oko 20–40 km, močvare i mala jezera na otoku. Najvećim dijelom se sastoji od tundre. Njegovom dužinom uglavnom se protežu blagi stjenoviti grebeni, a obala ima mjestimice niske litice. Otok se sastoji uglavnom od vapnenca, a viši dijelovi otoka su geološki noviji. Uzdignute plaže su česte. Stijene su jako izbrazdane ledom, ali vjerojatno morskim, a ne ledenjačkim. Jedino naselje na otoku je Varnek.

## Flora i fauna
Trave, mahovine i arktičkih cvjetnica ima u izobilju, ali nema drveća osim povremenih patuljastih vrba. Povremeno se mogu vidjeti lisice i leminzi. Iako na otoku nema mnogo kopnenih životinja, ptice su vrlo brojne; razne patke, močvarice itd. često obilaze močvare i jezera. Poznato je da na otoku živi najmanje pet polarnih medvjeda.

## Rezervat prirode
U srpnju 2007. Svjetski fond za prirodu (WWF) i ruska vlada odobrili su prirodni rezervat na otoku Vajgač. Okolna mora otoka dom su mnogim morskim sisavcima kao što su morževi, tuljani i ugroženi Kitovi.

## Etnografija
Ime otoka prevodi se s nenetskog kao "aluvijalna obala", ili prema drugom izvoru Vajgač znači "užasna smrt" ili "područje smrti" na lokalnom jeziku.
Sve do 19. stoljeća otok je bio važno svetište Nenetskog naroda. Na otoku Vajgač od davnina su se obožavala dva idola. Jedan, po imenu Vesako, na južnom kraju otoka. Drugi na sjeveru je Hadako. Postojali su i polikefalni drveni idoli oslikani krvlju svetih životinja, prvenstveno sobova.  Putnici su uočili neke od njihovih žrtvenih gomila, koje se sastoje od naplavljenog drva, jelenjih rogova i lubanja medvjeda i jelena. Unatoč obraćenju na kršćanstvo, Neneti još uvijek gledaju na te hrpe s praznovjerjem.

## Daljnje čitanje
- (engl.) F. G. Jackson. Velika smrznuta zemlja. London, 1895. Jackson je 1893. pješice obišao otok.
- (engl.) H. J. Pearson. Iza Pečore prema istoku. London, 1899.
- Vaigach - The "Easter Island of the Arctic"  Arhivirana inačica izvorne stranice od 17. srpnja 2012. (Wayback Machine)

## Vanjske poveznice
- http://www.northpolevoyages.com/mystery.htm  Arhivirana inačica izvorne stranice od 17. srpnja 2012. (Wayback Machine)